# La Rambla (Córdoba)
La Rambla ist eine Gemeinde mit 7.438 Einwohnern (Stand: 2024) in der Provinz Córdoba in Andalusien.

## Geographie
Die Gemeinde grenzt an La Carlota, Córdoba, Fernán-Núñez, Guadalcázar, Montalbán de Córdoba, Montemayor, Montilla, San Sebastián de los Ballesteros, Santaella und La Victoria.

## Geschichte
Auf dem Gelände von La Rambla befand sich eine prähistorische Siedlung mit dem Namen "La Minilla", wo vor einigen Jahren mehr als 3.000 Jahre alte glockenförmige Vasen gefunden wurden. In der Folgezeit wurde die Stadt eine römische Stadt und ummauert, und später gründeten die Muslime Al-Ramla (was so viel wie Sandgebiet bedeutet). Am 6. Februar 1521 erlebte La Rambla das wichtigste historische Ereignis während der Herrschaft Karls I., als sich die anti-muslimischen Städte Andalusiens hier versammelten, um den König zu bestätigen. La Rambla war eine königliche Stadt, die zur Gerichtsbarkeit von Córdoba gehörte. Im Jahr 1647 erlaubte Philipp IV. der Stadt, einen Bürgermeister zu ernennen, doch fünf Jahre später ging sie an den Grafen Herzog von Olivares über, dessen Erbe, der Marquis von El Carpio, sie 1677 an die Markgrafen von Almodóvar, die späteren Herren von La Rambla, verkaufte.
Im Oktober 2020 wurde eine Steinskulptur gefunden, die eine Löwin darstellt, die ein anderes Tier frisst. Man nimmt an, dass es sich um eine iberische Skulptur handelt, die etwa 2.500 Jahre alt ist.

## Söhne und Töchter
- Alejandro Lerroux (1864–1949), Politiker
- Antonio Prieto Lucena (* 1974), römisch-katholischer Geistlicher, Bischof von Alcalá de Henares